# Přehradní nádrž Fortezza
Přehradní nádrž Fortezza (italsky Lago di Fortezza) je vodní dílo, vytvořené vzedmutím hladiny řeky Isarco v severní Itálii, v těsné blízkosti pevnosti Franzenfeste.
Jezero bylo vytvořeno v roce 1940 za účelem navýšení výkonu elektrárny Bressanone v Brixenu. Práce na výstavbě této elektrárny začaly již v roce 1936 a projekt se opíral o vodnost řeky Rienza, která se do Isarca vlévá v Brixenu. Itálie za války pociťovala potřebu energetické samostatnosti a příspěvek průtoku Isarca byl atraktivní. Klenbová hráz o výšce 58,8 m zadržela vodu na úroveň, poskytující pro vodní dílo umístěné o 6 km níže pracovní spád 164 m. Na stejné úrovni byla zadržena i voda ve vedlejším údolí na řece Rienza u města Rio di Pusteria. Oba toky pak mohly zásobovat průměrným průtokem 70 m3/s elektrárnu o stanoveném výkonu 90 MW.
Po napuštění nádrže zmizela pod vodou jedna vesnice a spodní části pevnosti Franzenfeste. Pevnost se tak získala ochranu vodního příkopu a po opuštění armádou i atraktivní vzhled turistického cíle.

## Galerie

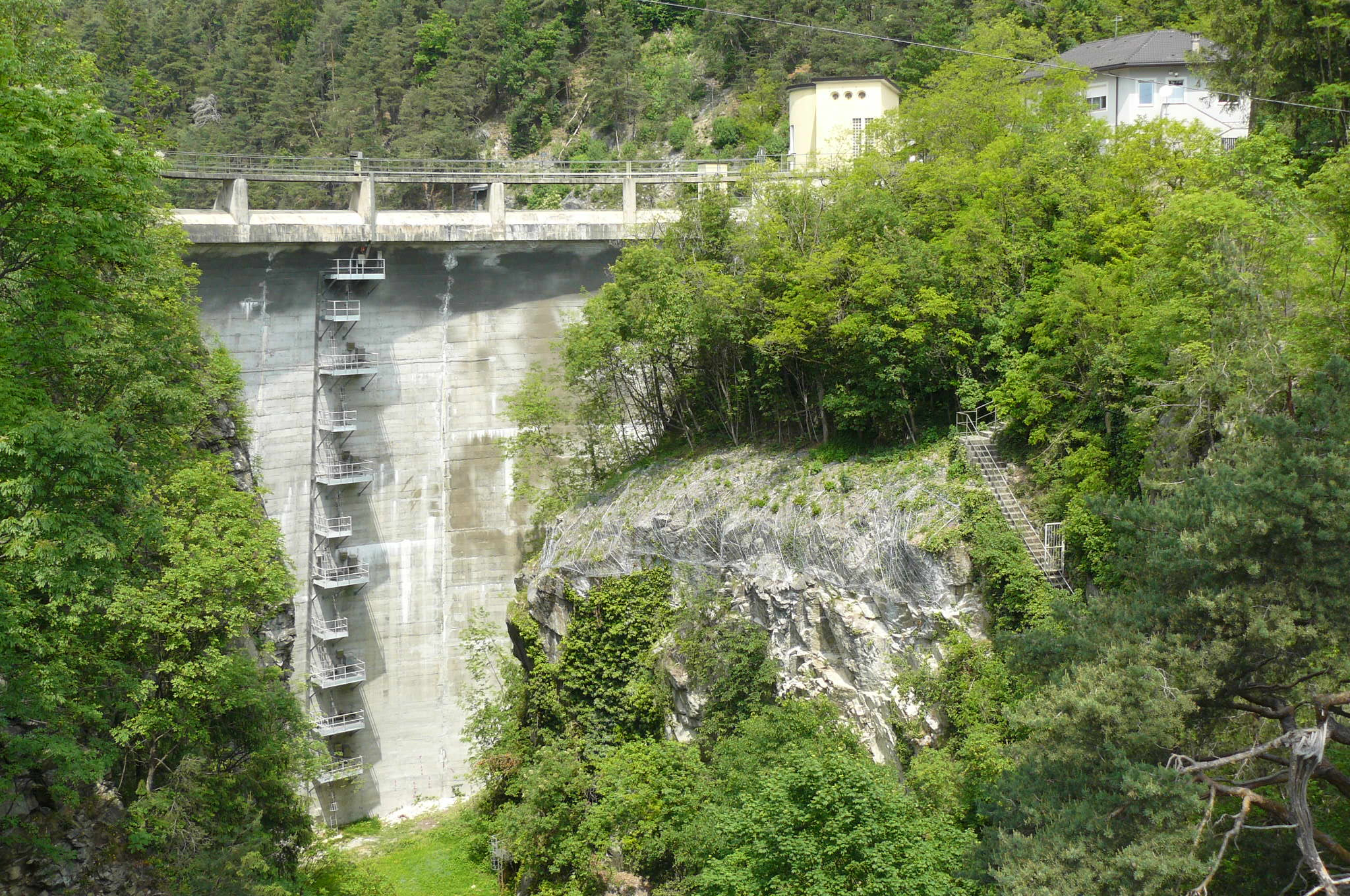
Klenbová přehrada
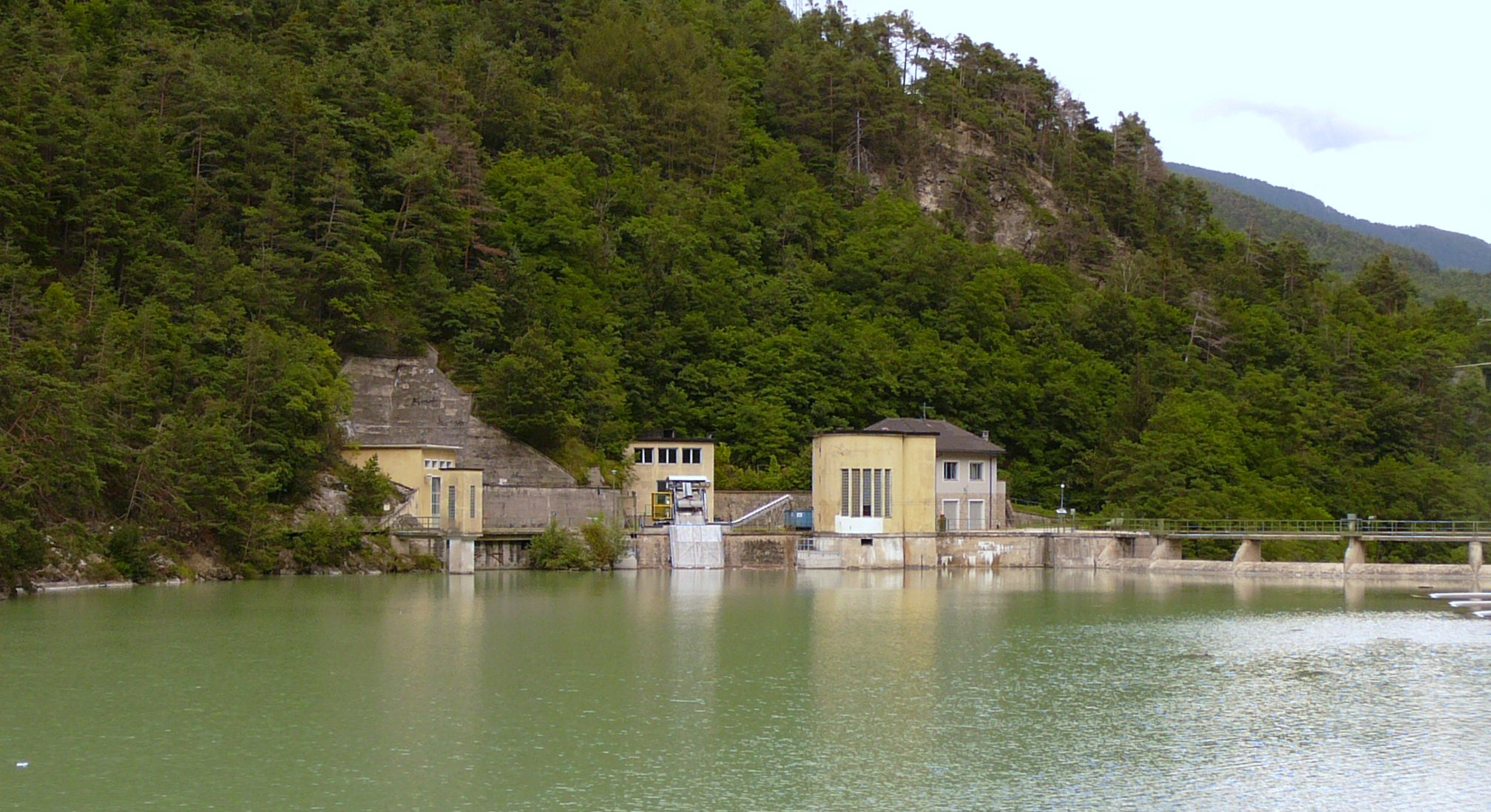
Jezero nad hrází
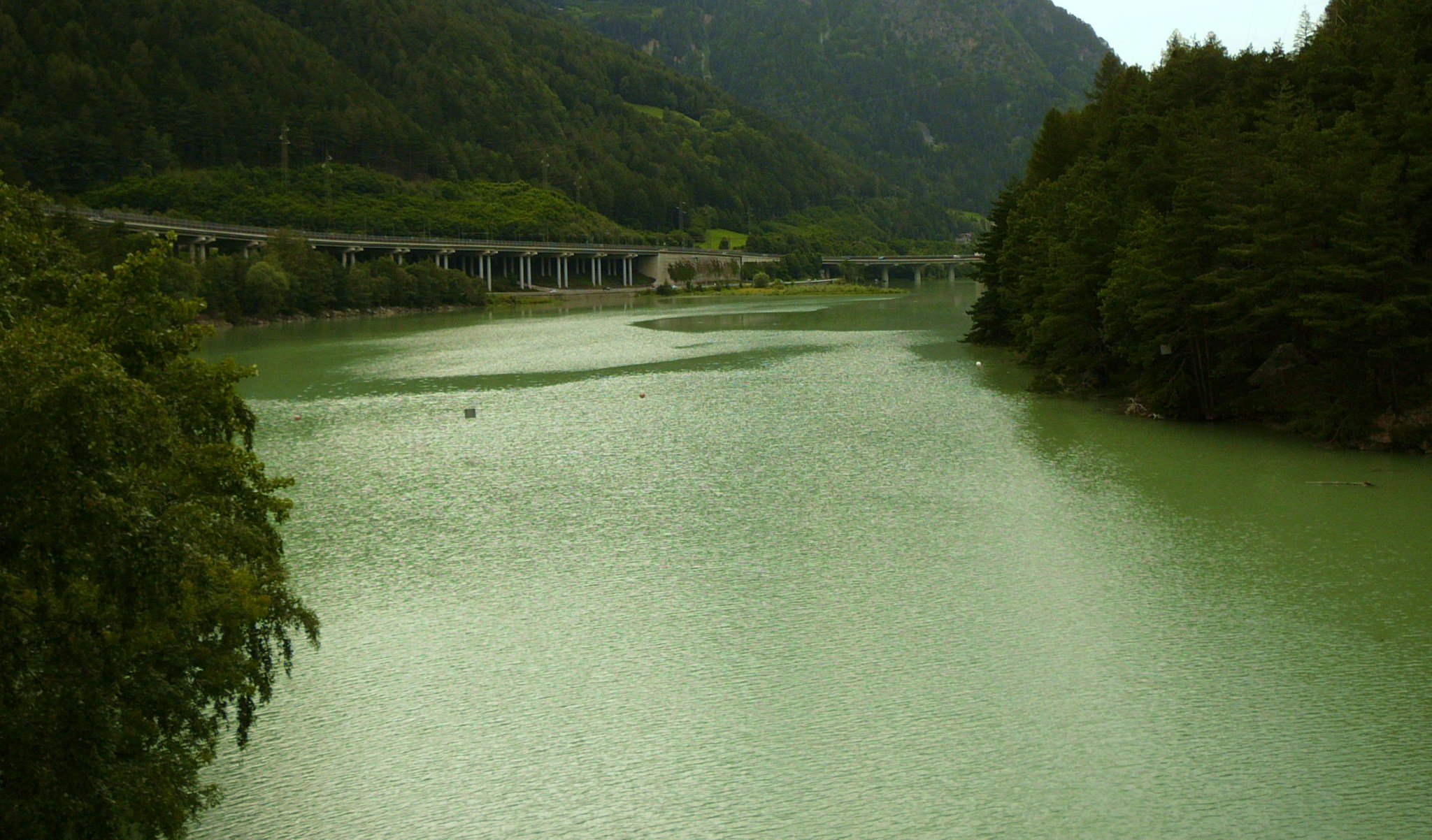
Pohled proti proudu
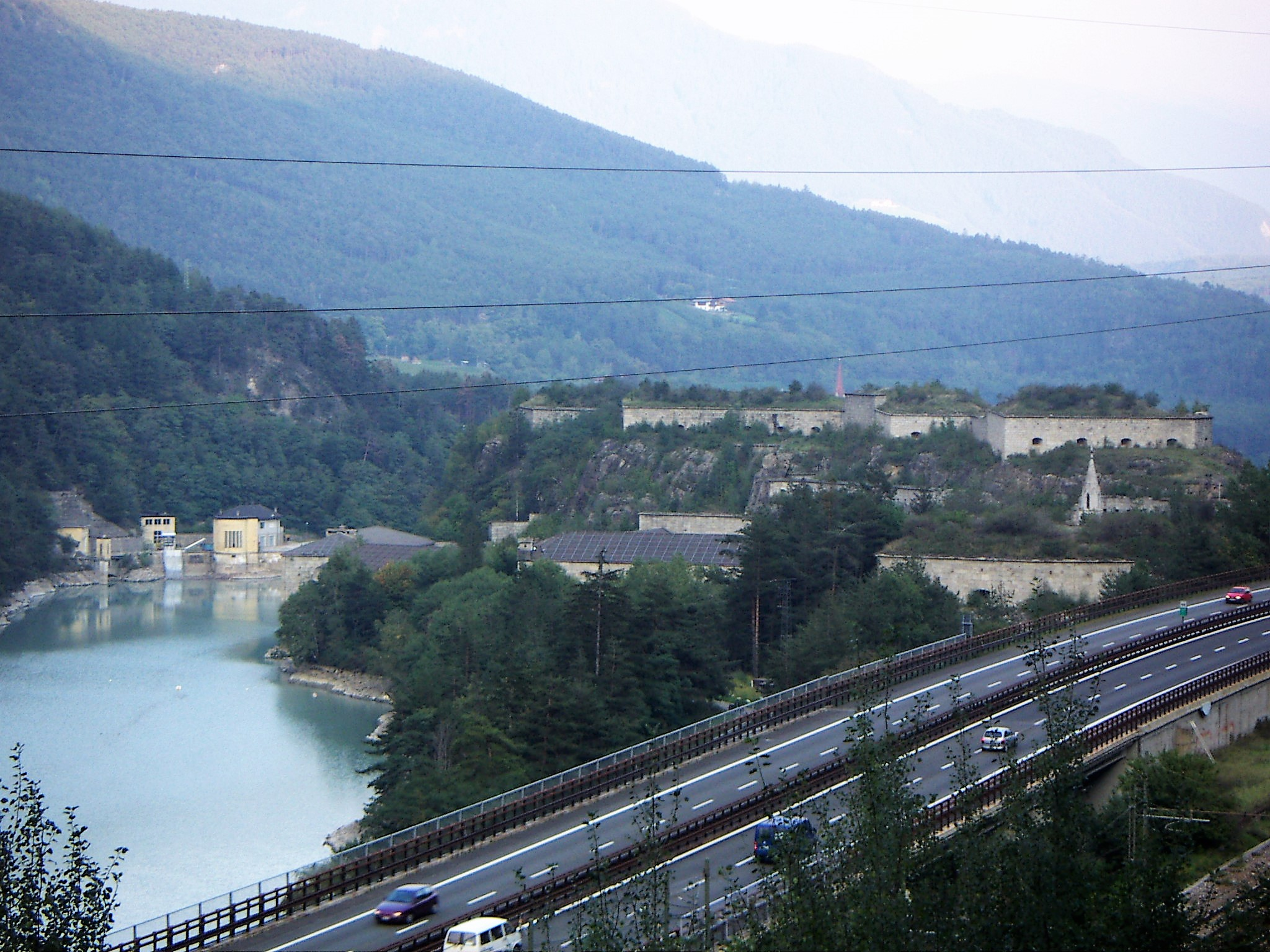
Jezero s pevností